# Familia matrifocal
Una estructura familiar matrifocal es aquella en la que la madre es la cabeza de familia y el padre juega un papel menos importante en el hogar y en la crianza de los hijos.

## Definición
El concepto de familia matrifocal fue introducido en el estudio de las sociedades caribeñas por Raymond Smith en 1956. Smith vinculó el surgimiento de las familias matrifocales con cómo se forman los hogares en la región: «El grupo familiar tiende a ser matrifocal en el sentido de que una mujer en su condición de “madre” suele ser la líder de facto del grupo y, a la inversa, el marido-padre, aunque de jure jefe del grupo familiar (en caso de estar presente), suele ser marginal al complejo de relaciones internas del grupo. Por “marginal” queremos decir que se asocia con relativamente poca frecuencia con los otros miembros del grupo, y está al margen de los lazos efectivos que unen al grupo». Smith enfatiza que una familia matrifocal no está simplemente centrada en la mujer, sino más bien centrada en la madre; las mujeres en calidad de madres se vuelven clave para organizar el grupo familiar; los hombres tienden a ser marginales en esta organización y en el hogar (aunque pueden tener un papel más central en otras redes). Donde las familias matrifocales son comunes, el matrimonio es menos común. En trabajos posteriores, Smith tiende a enfatizar menos el hogar y a ver la matrifocalidad en términos del papel nodal que desempeña la madre en la formación de la red familiar. En todo momento, Smith sostiene que el parentesco matrifocal debe verse como un subsistema en una sociedad estratificada más amplia y sus valores culturales. Él enfatiza cada vez más cómo la familia matrifocal afrocaribeña se comprende mejor dentro de una jerarquía de clases y razas donde el matrimonio está conectado con el estatus y el prestigio percibidos.
«Una familia o grupo doméstico es matrifocal cuando se centra en una mujer y sus hijos. En este caso, el o los padres de estos niños están presentes de manera intermitente en la vida del grupo y ocupan un lugar secundario. La madre de los niños no es necesariamente la esposa de uno de los padres de los niños». En general, según Laura Hobson Herlihy citando a P. Mohammed, las mujeres tienen un «estatus elevado» si son «las principales asalariadas», «controlan [...] la economía del hogar» y los hombres tienden a estar ausentes. Las ausencias de los hombres suelen ser de larga duración. Michael Smith, uno de los críticos contemporáneos de Raymond Smith, señala que si bien los hogares pueden parecer matrifocales tomados por sí mismos, los vínculos entre los hogares pueden ser patrifocales. Es decir, un hombre en su papel de padre puede proporcionar apoyo (particularmente económico) a una madre en uno o más hogares, ya sea que viva en ese hogar o no. Tanto para hombres como para mujeres que tienen hijos con más de una pareja es una característica común de este tipo de sistema.
La matrifocalidad se distingue de la matrilocalidad, la matrilinealidad, la matrilateralidad y el matriarcado (en el último caso, la matrifocalidad no implica que las mujeres ostenten poder alguno en la comunidad en general).

## Características y distribución
Según el antropólogo Maurice Godelier, la matrifocalidad es «típica de los grupos afrocaribeños» y de algunas comunidades afroestadounidenses. Estos incluyen familias en las que un padre tiene esposa y una o más amantes; en unos pocos casos, una madre puede tener más de un amante. También se encontró matrifocalidad, según Herlihy citando a Rasmussen, entre los tuareg del norte de África; según Herlihy, citando a otros autores, en algunas comunidades mediterráneas; y, según Herlihy citando a Scott, en el Brasil urbano. En su estudio de la vida familiar en Bethnal Green, Londres, durante la década de 1950, Young y Wilmott encontraron elementos matrifocales y matrilineales en el trabajo: las madres eran un foco para distribuir los recursos económicos a través de la red familiar; también participaron activamente en la transmisión de los derechos de arrendamiento en sucesión matrilineal a sus hijas.
Herlihy encontró matrifocalidad en la comunidad misquito, en el pueblo kuri, en la costa caribeña del noreste de Honduras a fines de la década de 1990. Según Herlihy, el «poder principal» de las mujeres kuri radica «en su capacidad para crear identidades sociales cotidianas y relaciones de parentesco [...] Su poder está más allá del alcance del Estado hondureño, que reconoce los apellidos masculinos y los hombres como cabezas de familia legítimos». Herlihy encontró entre los kuri una tendencia hacia y una correlación con la matrilinealidad, mientras que también existían algunas normas patriarcales. Herlihy descubrió que «las mujeres sabían más que la mayoría de los hombres sobre la historia de las aldeas, las genealogías y el folclore local» y que «los hombres normalmente no conocían las relaciones de parentesco locales, los términos de referencia adecuados ni las obligaciones de reciprocidad en la familia de su esposa» y concluyó que las mujeres misquito «asumen cada vez más la responsabilidad de la reproducción social de las identidades y, en última instancia, de la preservación de la diversidad cultural y lingüística mundial». La comunidad nair en Kerala y la comunidad bunt en Tulunadu en el sur de la India son ejemplos principales de matrifocalidad.[cita requerida] Esto se puede atribuir al hecho de que si los hombres eran en su mayoría guerreros de profesión, una comunidad estaba destinada a perder miembros masculinos en la juventud, lo que conducía a una situación en la que las mujeres asumían el papel de dirigir la familia.[cita requerida]

## Historia
En el siglo XIV, en Jiangnan, en el sur de China, bajo el dominio mongol de la dinastía Yuan, Kong Qi mantuvo un diario de su visión de algunas familias como practicantes de la «ginarquía» (del inglés gynarchy), no definida como está en los principales diccionarios, pero definida por Paul J. Smith como «la creación de estructuras familiares a corto plazo dominadas por mujeres» y no como matrilineales o matriarcales. La ginarquía posiblemente podría transmitirse de generación en generación. Según Paul J. Smith, fue a este tipo de ginarquía que «Kong atribuyó [...] el colapso general de la sociedad» y Kong creía que los hombres en Jiangnan tendían a «ceder [...] la autoridad a las mujeres».
La matrifocalidad surgió, señala Godelier, en algunas culturas afrocaribeñas y afroestadounidenses como consecuencia de la esclavitud. Los esclavos tenían prohibido casarse y sus hijos pertenecían a los dueños de esclavos. Las mujeres de las familias de esclavos «a menudo» buscaban la impregnación de los amos blancos para que los niños tuvieran un color de piel más claro y tuvieran más éxito en la vida, disminuyendo el papel de los maridos negros. Algunas sociedades, particularmente la de Europa occidental, permiten que las mujeres ingresen a la fuerza laboral remunerada o reciban ayuda del gobierno y así poder costear la crianza de sus hijos solas, mientras que otras sociedades «se oponen a [...] [las mujeres] que viven solas».
En la corriente «movimiento de la Diosa» (más común en la década de 1970 que en la de 1990 y 2000, y criticada dentro del feminismo, la arqueología, la antropología y la teología por carecer de base académica), hubo una «Edad de Oro matrifocal (si no matriarcal)» previa al patriarcado.